# Tansen (cràter)
Tansen és un cràter d'impacte en el planeta Mercuri de 27 km de diàmetre. Porta el nom del compositor indi Miyan Tansen (fl. segle xvi), i el seu nom va ser aprovat per la Unió Astronòmica Internacional el 1976.